# Lagerpetidae
Lagerpetidae je čeleď vývojově primitivních zástupců kladu Avemetatarsalia. Původně byli považováni za blízké příbuzné dinosaurů a byli s nimi řazeni do společného kladu Dinosauromorpha. Nové objevy z roku 2020 však ukazují, že se jednalo spíše o příbuzné (a pravděpodobně i přímé předky) ptakoještěrů. Společně s nimi jsou tak řazeni do kladu Pterosauromorpha. Oproti ptakoještěrům mohli Lagerpetidae tolerovat širší škálu podmínek včetně suchých teplých stanovišť.

## Význam a popis

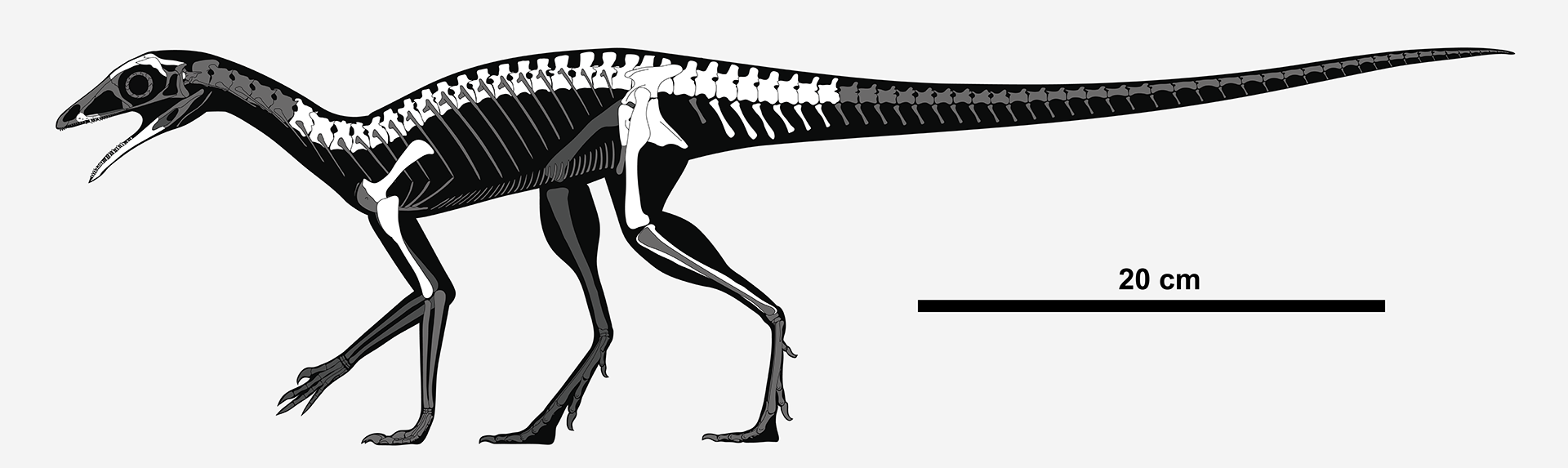
Stavba těla rodu Ixalerpeton.

Tito obvykle drobní dravci měřili na délku pravděpodobně kolem 70 cm a vážili asi 0,5 kg, dosahoval přibližně velikosti dospělé slepice. Největší zástupci měli stehenní kost dlouhou až 22 cm, mohli tedy dosahovat délky přes 2 metry. Mohli se pohybovat jak na zadních končetinách, tak po všech čtyřech.

## Zařazení
Typový druh Lagerpeton chanarensis byl popsán americkým paleontologem Alfredem Sherwoodem Romerem v roce 1971. Fylogenetická analýza kladu Lagerpetidae byla publikována v roce 2018. Dále do této čeledi spadají rody Dromomeron, Ixalerpeton a Kongonaphon. Vzdálenějšími příbuznými byly rody Lagosuchus a Marasuchus (nejedná-li se o jeden jediný taxon).
Historicky významným druhem je Scleromochlus taylori, formálně popsaný již roku 1907 z pozdního triasu (stáří asi 235 až 205 milionů let) Skotska. Podle současných poznatků se jedná o bazálního zástupce pterosauromorfů právě v rámci čeledi Lagerpetidae.